# Dieter Matthaei
Dieter Matthaei (* 1. Februar 1949 in Clausthal-Zellerfeld) ist ein deutscher Radiologe und Internist.
Matthaei studierte Physik und Medizin an der Technischen Universität Clausthal, der Freien Universität Berlin und der Georg-August-Universität Göttingen. 1977 wurde er in Göttingen promoviert. Er war von 1983 bis 1987 wissenschaftlicher Mitarbeiter am Max-Planck-Institut für biophysikalische Chemie in Göttingen und ist heute Facharzt für Innere Medizin in Göttingen.
Im Jahr 1985 war er mit Jens Frahm, Axel Haase, Wolfgang Hänicke und K. Dietmar Merboldt an der Erfindung des Schnellbildverfahrens FLASH (fast low-angle shot) beteiligt, das die weitere klinische Nutzung der Magnetresonanz-Tomographie (MRT) für die bildgebende Diagnostik erheblich beeinflusst hat.
Er ist Mitbegründer von der Zeitschrift Magnetic Resonance Materials in Physics, Biology and Medicine (ISSN 0968-5243 bzw. ISSN 1352-8661).

## Publikationen
- D. Matthaei, A. Haase, J. Frahm, R. Schuster, H. Bomsdorf: Chemical-shift-selective magnetic-resonance imaging of avascular necrosis of the femoral head. In: The Lancet. Band 325, Nr. 8425, 1985, S. 370–371, doi:10.1016/S0140-6736(85)91388-1.
- D. Matthaei, J. Frahm, A. Haase, W. Hänicke: Regional physiological functions depicted by sequences of rapid magnetic resonance images. In: Lancet. Band 326, 1985, ISSN 0023-7507, S. 893, doi:10.1016/S0140-6736(85)90158-8, PMID 2864605.
- J. Frahm, A. Haase, D. Matthaei: Rapid three-dimensional MR imaging using the FLASH technique. In: Journal of Computer Assisted Tomography. Band 10, 1986, ISSN 0363-8715, S. 363–368, PMID 3950172.
- A. Haase, J. Frahm, D. Matthaei, W. Hänicke, K. D. Merboldt: FLASH imaging. Rapid NMR imaging using low flip-angle pulses. In: Journal of Magnetic Resonance. Band 67, 1986, ISSN 0022-2364, S. 258–266, doi:10.1016/0022-2364(86)90433-6.
- D. Matthaei, A. Haase, D. Henrich, E. Dühmke: Cardiac and vascular imaging with an MR snapshot technique. In: Radiology 1990 Nov;177(2). S. 527–532.